# Henry Cooper (futbolista)
Henry Leroy Cooper Benneth (Limón, 11 de diciembre de 1989) es un futbolista profesional costarricense que se desempeña como delantero y actualmente milita en el Limón Fútbol Club, de la Primera División de Costa Rica.

## Trayectoria
Inició en el fútbol con el equipo del barrio, luego fue llamado al Alto Rendimiento de Limón FC, posteriormente fue llevado al cuadro de Limón FC que militaba en la Tercera División y, finalmente al Caribe FC donde el técnico era Elmer Zumbado. Con el Caribe FC terminó de goleador con 29 goles. Luego llegó al primer equipo de Limón después de haber hecho una prueba sin resultados en el Cartaginés. Con Limón FC fue revelación en el Torneo de Invierno 2012 en donde anotó 10 goles y fue sub goleador del torneo en su debut. En enero de 2013 se da su paso a préstamo al Murciélagos FC de la Segunda División de México, equipo filial del CF Pachuca, de la Liga MX de México por nueve meses. Jugará con el Pérez Zeledón para el Campeonato de Invierno 2013 en la primera división de Costa Rica.

## Clubes
| Club               | País       | Año           |
| ------------------ | ---------- | ------------- |
| Limón Fútbol Club  | Costa Rica | 2012 - 2013   |
| Murciélagos FC     | México     | 2013 - 2014   |
| Pérez Zeledón      | Costa Rica | 2014 - 2015   |
| Limón Fútbol Club  | Costa Rica | 2015 - 2022   |
| Aserrí Fútbol Club | Costa Rica | 2022 - 2024   |
| Limón Black Star   | Costa Rica | 2024 - Actual |

## Distinciones individuales
| Distinción                                    | Año  |
| --------------------------------------------- | ---- |
| Goleador de la tercera división de Costa Rica | 2012 |